# Owatonna, Minnesota
Owatonna, Minnesota là một thành phố nằm ở quận Steele thuộc tiểu bang Minnesota, Hoa Kỳ. Thành phố có diện tích 32,8  km² với diện tích nước mặt là 0,2  km², dân số theo ước tính năm 2000 của Cục điều tra dân số Hoa Kỳ là 24.533 người.

## Khí hậu
| Dữ liệu khí hậu của Owatonna, Minnesota, 1991–2020 normals, extremes 1961–present | Dữ liệu khí hậu của Owatonna, Minnesota, 1991–2020 normals, extremes 1961–present | Dữ liệu khí hậu của Owatonna, Minnesota, 1991–2020 normals, extremes 1961–present | Dữ liệu khí hậu của Owatonna, Minnesota, 1991–2020 normals, extremes 1961–present | Dữ liệu khí hậu của Owatonna, Minnesota, 1991–2020 normals, extremes 1961–present | Dữ liệu khí hậu của Owatonna, Minnesota, 1991–2020 normals, extremes 1961–present | Dữ liệu khí hậu của Owatonna, Minnesota, 1991–2020 normals, extremes 1961–present | Dữ liệu khí hậu của Owatonna, Minnesota, 1991–2020 normals, extremes 1961–present | Dữ liệu khí hậu của Owatonna, Minnesota, 1991–2020 normals, extremes 1961–present | Dữ liệu khí hậu của Owatonna, Minnesota, 1991–2020 normals, extremes 1961–present | Dữ liệu khí hậu của Owatonna, Minnesota, 1991–2020 normals, extremes 1961–present | Dữ liệu khí hậu của Owatonna, Minnesota, 1991–2020 normals, extremes 1961–present | Dữ liệu khí hậu của Owatonna, Minnesota, 1991–2020 normals, extremes 1961–present | Dữ liệu khí hậu của Owatonna, Minnesota, 1991–2020 normals, extremes 1961–present |
| Tháng                                                                             | 1                                                                                 | 2                                                                                 | 3                                                                                 | 4                                                                                 | 5                                                                                 | 6                                                                                 | 7                                                                                 | 8                                                                                 | 9                                                                                 | 10                                                                                | 11                                                                                | 12                                                                                | Năm                                                                               |
| --------------------------------------------------------------------------------- | --------------------------------------------------------------------------------- | --------------------------------------------------------------------------------- | --------------------------------------------------------------------------------- | --------------------------------------------------------------------------------- | --------------------------------------------------------------------------------- | --------------------------------------------------------------------------------- | --------------------------------------------------------------------------------- | --------------------------------------------------------------------------------- | --------------------------------------------------------------------------------- | --------------------------------------------------------------------------------- | --------------------------------------------------------------------------------- | --------------------------------------------------------------------------------- | --------------------------------------------------------------------------------- |
| Cao kỉ lục °F (°C)                                                                | 58 (14)                                                                           | 65 (18)                                                                           | 81 (27)                                                                           | 92 (33)                                                                           | 98 (37)                                                                           | 102 (39)                                                                          | 102 (39)                                                                          | 102 (39)                                                                          | 98 (37)                                                                           | 93 (34)                                                                           | 78 (26)                                                                           | 67 (19)                                                                           | 102 (39)                                                                          |
| Trung bình tối đa °F (°C)                                                         | 41.5 (5.3)                                                                        | 46.3 (7.9)                                                                        | 64.0 (17.8)                                                                       | 79.2 (26.2)                                                                       | 88.1 (31.2)                                                                       | 92.5 (33.6)                                                                       | 92.5 (33.6)                                                                       | 90.6 (32.6)                                                                       | 88.1 (31.2)                                                                       | 81.5 (27.5)                                                                       | 63.8 (17.7)                                                                       | 46.8 (8.2)                                                                        | 95.2 (35.1)                                                                       |
| Trung bình ngày tối đa °F (°C)                                                    | 22.2 (−5.4)                                                                       | 26.8 (−2.9)                                                                       | 39.6 (4.2)                                                                        | 55.3 (12.9)                                                                       | 67.7 (19.8)                                                                       | 78.3 (25.7)                                                                       | 81.7 (27.6)                                                                       | 79.4 (26.3)                                                                       | 72.8 (22.7)                                                                       | 58.7 (14.8)                                                                       | 41.6 (5.3)                                                                        | 27.9 (−2.3)                                                                       | 54.3 (12.4)                                                                       |
| Trung bình ngày °F (°C)                                                           | 13.7 (−10.2)                                                                      | 18.0 (−7.8)                                                                       | 30.7 (−0.7)                                                                       | 44.8 (7.1)                                                                        | 57.1 (13.9)                                                                       | 68.1 (20.1)                                                                       | 71.8 (22.1)                                                                       | 69.5 (20.8)                                                                       | 62.1 (16.7)                                                                       | 48.3 (9.1)                                                                        | 33.3 (0.7)                                                                        | 20.3 (−6.5)                                                                       | 44.8 (7.1)                                                                        |
| Tối thiểu trung bình ngày °F (°C)                                                 | 5.1 (−14.9)                                                                       | 9.2 (−12.7)                                                                       | 21.8 (−5.7)                                                                       | 34.2 (1.2)                                                                        | 46.6 (8.1)                                                                        | 58.0 (14.4)                                                                       | 62.0 (16.7)                                                                       | 59.6 (15.3)                                                                       | 51.4 (10.8)                                                                       | 37.9 (3.3)                                                                        | 25.1 (−3.8)                                                                       | 12.7 (−10.7)                                                                      | 35.3 (1.8)                                                                        |
| Trung bình tối thiểu °F (°C)                                                      | −17.7 (−27.6)                                                                     | −12.0 (−24.4)                                                                     | −1.5 (−18.6)                                                                      | 18.6 (−7.4)                                                                       | 31.2 (−0.4)                                                                       | 44.2 (6.8)                                                                        | 51.0 (10.6)                                                                       | 48.9 (9.4)                                                                        | 35.4 (1.9)                                                                        | 23.0 (−5.0)                                                                       | 7.2 (−13.8)                                                                       | −10.2 (−23.4)                                                                     | −20.8 (−29.3)                                                                     |
| Thấp kỉ lục °F (°C)                                                               | −35 (−37)                                                                         | −34 (−37)                                                                         | −32 (−36)                                                                         | 0 (−18)                                                                           | 12 (−11)                                                                          | 33 (1)                                                                            | 42 (6)                                                                            | 36 (2)                                                                            | 23 (−5)                                                                           | 13 (−11)                                                                          | −15 (−26)                                                                         | −32 (−36)                                                                         | −35 (−37)                                                                         |
| Lượng Giáng thủy trung bình inches (mm)                                           | 0.87 (22)                                                                         | 0.89 (23)                                                                         | 1.99 (51)                                                                         | 3.18 (81)                                                                         | 4.61 (117)                                                                        | 5.28 (134)                                                                        | 4.79 (122)                                                                        | 4.84 (123)                                                                        | 3.80 (97)                                                                         | 2.48 (63)                                                                         | 1.65 (42)                                                                         | 1.08 (27)                                                                         | 35.46 (902)                                                                       |
| Lượng tuyết rơi trung bình inches (cm)                                            | 9.5 (24)                                                                          | 10.2 (26)                                                                         | 6.8 (17)                                                                          | 2.6 (6.6)                                                                         | 0.5 (1.3)                                                                         | 0.0 (0.0)                                                                         | 0.0 (0.0)                                                                         | 0.0 (0.0)                                                                         | 0.0 (0.0)                                                                         | 0.3 (0.76)                                                                        | 3.1 (7.9)                                                                         | 11.2 (28)                                                                         | 44.2 (111.56)                                                                     |
| Số ngày giáng thủy trung bình (≥ 0.01 in)                                         | 6.9                                                                               | 5.6                                                                               | 7.7                                                                               | 10.6                                                                              | 12.4                                                                              | 11.9                                                                              | 9.6                                                                               | 9.7                                                                               | 8.6                                                                               | 8.9                                                                               | 6.1                                                                               | 7.1                                                                               | 105.1                                                                             |
| Số ngày tuyết rơi trung bình (≥ 0.1 in)                                           | 4.9                                                                               | 3.9                                                                               | 2.5                                                                               | 0.8                                                                               | 0.0                                                                               | 0.0                                                                               | 0.0                                                                               | 0.0                                                                               | 0.0                                                                               | 0.3                                                                               | 1.8                                                                               | 4.6                                                                               | 18.8                                                                              |
| Nguồn 1: NOAA                                                                     |                                                                                   |                                                                                   |                                                                                   |                                                                                   |                                                                                   |                                                                                   |                                                                                   |                                                                                   |                                                                                   |                                                                                   |                                                                                   |                                                                                   |                                                                                   |
| Nguồn 2: National Weather Service                                                 |                                                                                   |                                                                                   |                                                                                   |                                                                                   |                                                                                   |                                                                                   |                                                                                   |                                                                                   |                                                                                   |                                                                                   |                                                                                   |                                                                                   |                                                                                   |